# Ola del Melillero

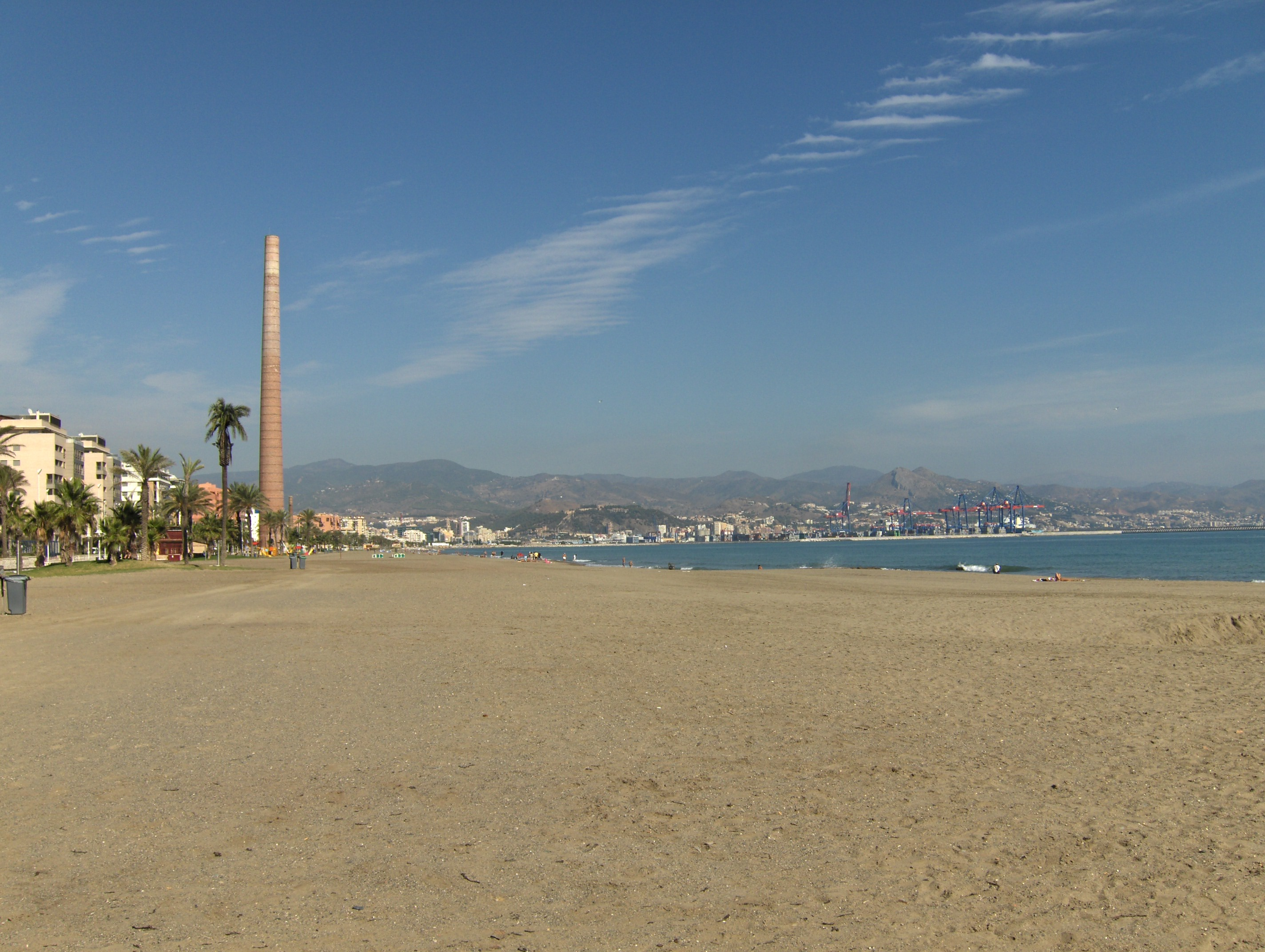
Playa de la Misericordia.

La ola del Melillero es un oleaje y una subida repentina y efímera del nivel del mar en las playas de la ciudad de Málaga y en el Rincón de la Victoria, provocado por la llegada al puerto de Málaga del barco de alta velocidad de la compañía Acciona Trasmediterránea que realiza la ruta marítima entre Málaga y Melilla y que, por ello, es conocido en la primera ciudad como el Melillero. Se trata, por tanto, de una acción antrópica.

## Desarrollo del fenómeno
La llegada del navío al Puerto de Málaga en torno a las 19:30 horas es contemplada por los bañistas desde las playas de La Caleta, La Malagueta, San Andrés, Huelin y La Misericordia. Los conocedores del fenómeno alejan sus pertenencias unos metros más adentro ya que, a medida que el buque se aproxima a la bocana del puerto, y especialmente en los días de mar calmada, se aprecia la llegada de 3 y hasta 4 olas de tamaño considerable.

## Repercusión popular
Este fenómeno se ha convertido en una atracción de estas playas y en un símbolo veraniego de Málaga y cada vez ha ganado más fama debido a los videos subidos a Youtube que muestran cómo las olas mojan a veraneantes incautos que yacen cerca de la orilla y a niños y jóvenes jugando a deslizarse con la llegada de las olas.
La ola del Melillero ha sido protagonista también de artículos de prensa, blogs y grupos de Facebook; así, en julio de 2015, el diario Sur recogía que una ola inusualmente mayor de lo habitual había provocado el susto y la posterior indignación de las personas que se encontraban en la playa de Sacaba.